# Lloyd Carr
College Football Hall of Fame 2011
Lloyd Henry Carr, Jr. (né le 30 juillet 1945) est un ancien joueur et entraîneur américain de football américain. Il est connu pour avoir été l'entraîneur principal de l'équipe de football américain de l'Université du Michigan de 1995 à 2007. Avec Carr, les Wolverines du Michigan ont remporté 122 succès et été battu à 40 reprises. Ils ont gagné cinq titres de la Big Ten Conference en 1997, 1998, 2000, 2003 et 2004. L'équipe 1997 de Carr a été déclaré championne nationale par l'Associated Press. Carr est entré dans le College Football Hall of Fame en tant qu'entraîneur en 2011.

## Entraîneur de Michigan
Carr est nommé entraîneur principal des Wolverines du Michigan le 13 mai 1995 après la démission de Gary Moeller neuf jours plus tôt à cause de problèmes personnels. Le directeur athlétique, Joe Roberson, déclare initialement que Lloyd Carr n'est qu'un entraîneur intérimaire. Il change de position après les dix premières rencontres de Carr à la tête de l'équipe, qui se concluent par huit victoires pour seulement deux défaites. Le 13 novembre 1995, il est confirmé comme entraîneur principal permanent. 
En 1997, l'équipe de Carr conclut leur saison par une victoire sur Washington State dans le Rose Bowl, et est nommée championne nationale par l'Associated Press. Ils reçoivent également le MacArthur Trophy de la National Football Foundation et le Grantland Rice Award de la Football Writers Association of America, récompensant la meilleure équipe de l'année. Pour ses performances, Carr reçoit le Paul "Bear" Bryant Award et le Walter Camp Coach of the Year Award.
Pendant la saison 2003, Lloyd Carr rejoint Yost, Bennie Oosterbaan et Schembechler comme les seuls entraîneurs de l'histoire de l'université à avoir participé à plus de 100 rencontres en carrière. Les Wolverines remportent les championnats de Big Ten Conference consécutivement en 2003 et 2004. En 2005, Carr remporte sa 100e victoire en carrière, contre Iowa. Il est troisième dans l'histoire de l'école en termes de victoires en carrière, derrière seulement Schembechler (194) et Yost (165).